# Coleen Rooney

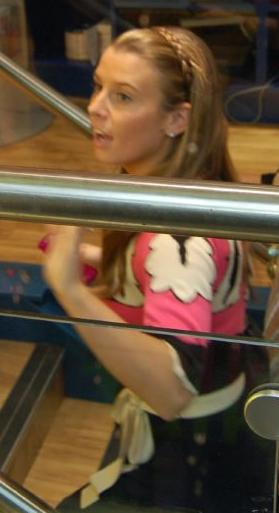
Coleen McLoughlin

Coleen Mary Mcloughlin Rooney (Liverpool, 4 de abril de 1986) é uma wag, modelo e escritora e colunista inglesa, mulher do jogador Wayne Rooney. Wag é o acrônimo Wives and Girlfriends, usado pelos tabloides ingleses para se referir às marias-chuteiras da seleção inglesa de futebol de 2006.
Coleen Mcloughlin nasceu em uma família humilde de Liverpool. Sendo a mais velha de quatro irmãos, incluindo uma menina adotada chamada Rosie que sofre da síndrome de Rett. Ela e Wayne Rooney iniciaram o namoro quando tinham 16 anos. Coleen e Wayne se casaram em 16 de junho de 2008 em Portofino, Itália, e ganharam £2.5 milhões pela venda das fotos para a revista Ok!.
Coleen não é só uma Wag, pois no Reino Unido é uma das celebridades mais famosas, possuindo uma coluna semanal na revista de celebridades Ok!. Coleen também foi capa da edição britânica da revista Vogue em 2006. Ela é garota propaganda da LG e da Nike e ganhou cerca de £1.5 milhões para lançar sua autobiografia, Coleen - My World, além de possuir um programa na rede de televisão ITV2, chamado Real Women, que em 2008 iniciou sua segunda temporada.